# Ту-136
Ту-136 — проект регионального грузопассажирского самолёта на криогенном топливе, разработанный АНТК им. А. Н. Туполева в 1990-е годы. Основным элементом системы являлся проект криоплана. Проект заключался в использовании криогенных видов топлива для небольших турбовинтовых самолётов, которые предполагалось использовать в районах Севера, Сибири и Дальнего Востока. Для этих целей на Самарском НТК им. Кузнецова проводилась доработка двигателя ТВ7-117 для возможности работы на газовом топливе. При выборе аэродинамической схемы Ту-136 учитывались особенности компоновки элементов криогенной топливной системы на самолёте. Отсюда использование несколько нетрадиционной дупланной схемы самолёта, логично совмещённой с топливными баками большого объёма. В основу конструкции планера самолёта положена конструктивно-силовая схема с максимальной разгрузкой крыла и фюзеляжа от действия аэродинамических и массовых сил.
Ту-136 оснащён двумя ТВД ТВ7-117СФ (мощность каждого 3260 э.л.с.) с шестилопастными винтами диаметром 3,7 м. Двигатели самолёта могут работать как на криогенных видах топлива, так и на обычном авиационном керосине.
Ту-136 предназначался для перевозки 53 пассажиров или 5 т коммерческой нагрузки на расстояние до 2000 км.

## Основные характеристики
- Двигатели — 2×ТВ7-117СФ
- Мощность двигателей, э. л. с. — 2×2800
- Длина самолёта, м — 22,75
- Размах первого крыла, м — 8,638
- Размах второго крыла, м — 21,776
- Высота самолёта, м — 8,15
- Максимальная взлётная масса, т — 20 т
- Максимальная коммерческая нагрузка, т — 5 т
- Крейсерская скорость полёта, км/ч — 550
- Крейсерская высота полёта, м — 7200